# Tomasz Jodłowiec
Tomasz Jodłowiec (Żywiec, 8 de setembro de 1985) é um futebolista profissional polaco que atua como defensor, atualmente defende o Legia Warszawa.

## Carreira
Tomasz Jodłowiec fez parte do elenco da Seleção Polonesa de Futebol da Eurocopa de 2016.

## Títulos
Legia Warszawa
- Campeonato Polonês de Futebol (3):  2012/13, 2013/14, 2015/16.
- Supercopa da Polônia (1): 2012.
- Copa da Polônia de Futebol (3): 2012/13, 2014/15, 2015/16.

 Dyskobolia Grodzisk Wielkopolski
- Copa da Liga Polonesa (2): 2007, 2008.
- Copa da Polônia de Futebol (1): 2006/07.